# Ghislain Dussart
Ghislain Dussart, né le 9 décembre 1924 à Bagnères-de-Bigorre et mort le 1er juin 1996 à Saint-Tropez, est un photographe et artiste-peintre français. 

## Biographie
Ghislain Dussart a travaillé comme photographe de presse pour Paris Match, pour qui il a pris de nombreuses photographies de Brigitte Bardot, dont il était devenu l'ami,. 
Il est aussi l'auteur de collages à partir de photos de BB et d'autres actrices comme Anna Karina.

## Œuvre
Sa Marguerite, photographie de Brigitte Bardot avec des marguerites dans les cheveux, est au catalogue de YellowKorner. 

## Publications
- Ghislain Dussart, Raymond Boyer et Isabelle Salmon (préf. Brigitte Bardot), Brigitte Bardot, Paris, Editions Vade Retro, coll. « Vade retro », 1994, 203 p. (ISBN 978-2-909828-07-7, OCLC 35332596)
- Ghislain Dussart et Françoise Sagan, Brigitte Bardot racontée par Françoise Sagan, Paris, Flammarion, 1975, 120 p. (ISBN 978-2-08-010747-3, OCLC 2284500)

## Vidéographie
(disponibles sur le site de l'INA ou à la Bibliothèque nationale de France
- Les Oiseaux sur les branches (1 min 20 s)
- Les Chaussons de danse (8 min 27 s)
- Les Chandails (4 min)
- Les Abat-jour (3 min 05 s)
- La Mode au masculin (7 min 28 s)
- L'Ascenseur (2 min 02 s)
- Portrait d'Albertine Sarrazin (7 min 35 s)
- Marie Math à l'abordage (6 min 02 s)
- Jicky Dussart (27 min 47 s)
- Émission du 28 janvier 1966
- Bardot vue par Ghislain Dussart (2 min 30 s) 27 novembre 1980